# Le Gutenberg
Pour les articles homonymes, voir Gutenberg.
Le Gutenberg est une série télévisée jeunesse québécoise en 56 épisodes de 25 minutes diffusée entre le 8 janvier 1976 et le 9 avril 1979 à la Télévision de Radio-Canada.

## Synopsis
L’action se passe dans les années 1920 dans les bureaux de la rédaction d’un journal qui porte le nom de « Le Gutenberg » en honneur à l’inventeur de la presse à imprimer en 1434.
Cette série avait la particularité d'être tourné devant public.
Synopsis de la série : « La vie mouvementée dans une salle de rédaction des années 1920. Les sept journalistes du Gutenberg, sous les ordres de madame Hyperpression et son adjoint Hyperviolon, nous font vivre des situations cocasses, sinon absurdes, sous le regard enjoué de jeunes spectateurs en studio. »

## Distribution
- Anne Caron : Hyperdebonnehumeur
- Jean-Pierre Chartrand : Hyperallergie
- Louisette Dussault : Hypercocktail, auteur de la page mondaine
- Claude Gai : Hyperviolon, adjoint de la directrice
- Rita Lafontaine : Hyperfleur
- Jacques Lavallée : Hyperlos, photographe
- Monique Mercure : Madame Hyperpression, directrice du journal
- Han Masson : Hyperdémocrate, syndicaliste
- Claude Préfontaine : Hyperimprimeur
- Gilles Renaud : Hypermétrope, chroniqueur scientifique
- Paul Savoie : Hyperépreuve, correcteur d'épreuves
- Gilbert Sicotte : Hyperfarceur

Il y avait aussi Hot Dog, le chien saucisse d'Hypercocktail.

## Équipe technique
- Scénarisation : Pierre Duceppe
- Réalisation : Hubert Blais et Pierre-Jean Cuillerrier
- Anna Buechsel : costumière
- Micheline Deyglun : graphiste
- Guy Gaucher : graphiste
- Pierre Major : décorateur
- Maurice Ousset : assistant à la production
- Réal Pigeon : directeur technique
- Jeannine Poirier : script-assistante
- Maurice Poirier : ensemblier
- Régis Rivet : effets sonores
- Herbert Ruff : musicien
- Claude Taillon : maquilleur
- Société de production : Société Radio-Canada

## Épisodes
1. « Femme qui reçoit rhubarbe en fleurs, deviendra femme à barbe en pleurs ». Premier épisode de la série. Diffusion : le jeudi 8 janvier 1976, à 16:30.
2. « Le Bing-Ho ». Diffusion : le jeudi 15 janvier 1976, à 16:30.
3. « Les Mouches ». Diffusion : le jeudi 22 janvier 1976, à 16:30.
4. « Le Juge en chef ». Diffusion : le jeudi 29 janvier 1976, à 16:30.
5. « Les Télégrammes ». Un article extraordinaire paru dans le journal provoque un lourd envoi de télégrammes de la part des lecteurs. Diffusion : le jeudi 5 février 1976, à 16:30.
6. « Le Compte-gouttes ». Diffusion : le jeudi 12 février 1976, à 16:30.
7. « Le Pendu ». Diffusion : le jeudi 19 février 1976, à 16:30.
8. « Le Soldat inconnu ». Diffusion : le jeudi 26 février 1976, à 16:30.
9. « 28,657 ». M. Ring Ring Planning, planificateur en efficacité, veut réorganiser le journal. Chacun devra passer des tests de personnalité. Avec Louis Dallaire et Marc Favreau. Diffusion : le jeudi 11 mars 1976, à 16:30.
10. « Le Cowboy agriculteur ». Le cowboy raconte l’aventure étrange de sa visite au journal. Avec Louis Dallaire et Marc Favreau. Diffusion : le jeudi 25 mars 1976, à 16:30.
11. « L’Homme de Peking ». Diffusion : le jeudi 14 octobre 1976, à 16:30.
12. « Le Sac de sable ». Diffusion : le jeudi 21 octobre 1976, à 16:30.
13. « Une Hyperfleur ». Diffusion : le jeudi 28 octobre 1976, à 16:30.
14. « Les Virgules ». Diffusion : le jeudi 4 novembre 1976, à 16:30.
15. « Le Trèfle à quatre feuilles ». Diffusion : le jeudi 18 novembre 1976, à 16:30.
16. « Le Beau robot ». Diffusion : le jeudi 25 novembre 1976, à 16:30.
17. « La Princesse Démo ». Avec Jean-Denis Leduc, Colette Courtois et Barbara Page. Diffusion : le jeudi 2 décembre 1976, à 16:30.
18. Pour la fête nationale des tulipes noires, Madame Hyperfleur raconte la légende des tulipes noires qui possèderaient le mystérieux pouvoir de faire retourner en enfance les filles qu’elles trouvent belles comme elles. Diffusion : le jeudi 9 décembre 1976, à 16:30.
19. « Le Testament ». Un faux testament fait de Hypermétrope un millionnaire. Chacun aimerait bien se servir un peu de cet héritage, mais « après un article dans le journal » la fausse richesse de Hypermétrope est contestée par la veuve. Diffusion : le jeudi 17 décembre 1976, à 16:30.
20. « Le Rêve de Hypermétrope ». Diffusion : le jeudi 23 décembre 1976, à 16:30.
21. « L’Étoile de mer ». Diffusion : le jeudi 30 décembre 1976, à 16:30.
22. « Lectrice, lecteur moyen ». Diffusion : le jeudi 6 janvier 1977, à 16:30.
23. « Le Fraudeur ». Hyperfarceur publie une petite annonce qui amène de graves conséquences. Diffusion : le jeudi 20 janvier 1977, à 16:30.
24. « L’Horloge au temps à rebours ». Diffusion : le jeudi 27 janvier 1977, à 16:30.
25. « La Pollution ». Diffusion : le jeudi 3 février 1977, à 16:30.
26. « Le Cochon ». Diffusion : le vendredi 18 novembre 1977, à 16:30.
27. « Le Grand Général ». Diffusion : le vendredi 25 novembre 1977, à 16:30.
28. « Le Carcajou ». Diffusion : le vendredi 2 décembre 1977, à 16:30.
29. « Le Cheval de Troie ». Diffusion : le vendredi 16 décembre 1977, à 16:30.
30. « Le Pigeon voyageur ». Diffusion : le vendredi 20 janvier 1978, à 16:30.
31. « Histoire de marmites ». Diffusion : le vendredi 27 janvier 1978, à 16:30.
32. « Le Secrétaire ». M. Hyperpatine a trouvé un vieux secrétaire. Une lettre est cachée dans un des compartiments secrets. Diffusion : le vendredi 3 février 1978, à 16:30.
33. « La Glacière ». Diffusion : le vendredi 3 mars 1978, à 16:30.
34. « Le Pain d’habitant ». Diffusion : le vendredi 10 mars 1978, à 16:30.
35. « La Chaise berçante ». Diffusion : le vendredi 7 avril 1978, à 16:30.
36. « Les Bûcherons ». Diffusion : le vendredi 5 mai 1978, à 16:30.
37. « Les Plaines ». Diffusion : le lundi 25 septembre 1978, à 16:30.
38. « Le Loup ». Diffusion : le lundi 2 octobre 1978, à 16:30.
39. « La Ceinture fléchée ». Diffusion : le lundi 9 octobre 1978, à 16:30.
40. « Le Fromage ». Diffusion : le lundi 23 octobre 1978, à 16:30.
41. « La Soupe à l’ivrogne ». Diffusion : le lundi 6 novembre 1978, à 16:30.
42. « L’Étoffe du pays ». Diffusion : le lundi 13 novembre 1978, à 16:30.
43. « La Gratelle ». Diffusion : le lundi 20 novembre 1978, à 16:30.
44. « Monsieur le notaire ». Diffusion : le lundi 27 novembre 1978, à 16:30.
45. « La Bataille de la Châteauguay ». Diffusion : le lundi 11 décembre 1978, à 16:30.
46. « La Criée pour les âmes ». Diffusion : le lundi 18 décembre 1978, à 16:30.
47. « Le Père Noël ». Diffusion : le lundi 25 décembre 1978, à 16:30.
48. « La Guignolée ». Diffusion : le lundi 1er janvier 1979, à 16:30.
49. « La Roche qui bouge ». Diffusion : le lundi 8 janvier 1979, à 16:30.
50. « Le Charivari ». Diffusion : le lundi 22 janvier 1979, à 16:30.
51. « Le Potier ». Diffusion : le lundi 5 février 1979, à 16:30.
52. « Les Quatre Chapeaux ». Diffusion : le lundi 12 février 1979, à 16:30.
53. « Les Pommes surprise ». Diffusion : le lundi 19 février 1979, à 16:30.
54. « Papa galette ». Diffusion : le lundi 26 février 1979, à 16:30.
55. « Médecin de campagne ». Diffusion : le lundi 5 mars 1979, à 16:30.
56. « Drôle de Corriveau ». Dernier épisode de la série. Diffusion : le lundi 9 avril 1979, à 16:30.

Source : Ici Radio-Canada – Horaire des chaînes françaises de télévision de Radio-Canada, publication hebdomadaire, 1972-1985. Les articles et renseignements publiés dans Ici Radio-Canada télévision peuvent être reproduits librement.